# Eleccions legislatives austríaques de 1999
Les eleccions legislatives del 1999 a Àustria, al Consell Nacional van ser el 3 d'octubre de 1999. Els socialdemòcrates foren la força més votada i Viktor Klima fou nomenat canceller, però el 2000 va dimitir i fou substituït pel popular Wolfgang Schüssel.

## Resultats
Resum dels resultats electorals 3 d'octubre de 1999 al Consell Nacional d'Àustria
| Partits | Partits                                                                   | Vots      | +/-      | %     | +/-   | Escons | +/- |
| --- | ------------------------------------------------------------------------- | --------- | -------- | ----- | ----- | ------ | --- |
| | Partit Socialdemòcrata d'Àustria (Sozialdemokratische Partei Österreichs) | 1,532,448 | -311,026 | 33.15 | -4.91 | 65     | -6  |
| | Partit Liberal d'Àustria (Freiheitliche Partei Österreichs)               | 1,244,087 | +183,710 | 26.91 | +5.02 | 52     | +11 |
| | Partit Popular d'Àustria (Österreichische Volkspartei)                    | 1,243,672 | -126,838 | 26.91 | -1.38 | 52     | ±0  |
| | Els Verds (Die Grünen – Die Grüne Alternative)                            | 342,260   | +109,052 | 7.40  | +2.59 | 14     | +5  |
| | Fòrum Liberal (Liberales Forum)                                           | 168,612   | -98,414  | 3.65  | -1.86 | —      | -10 |
| | Els Independents (Die Unabhängigen) ¹                                     | 46,943    | *        | 1.02  | *     | —      | *   |
| | Partit Comunista d'Àustria (Kommunistische Partei Österreichs)            | 22,016    | +8,078   | 0.48  | +0.19 | —      | ±0  |
| | No a l'OTAN i a la UE (Nein zu NATO und EU)                               | 19,286    | -33,890  | 0.42  | -0.68 | —      | ±0  |
| | Comunitat Electoral Cristiana (Christliche Wählergemeinschaft) ²          | 3,030     | *        | 0.07  | *     | —      | *   |
| | Total (participació 80,42%; -5,56)                                        | 4,622,354 |          | 100.0 |       | 183    |     |
| Notes: * No es presentà el 1995. ¹ No es presentà a Burgenland. ² Només es presenta a Salzburg, Tirol i Vorarlberg. |                                                                           |           |          |       |       |        |     |
| Font: Siemens Austria, BMI                                                                                          |                                                                           |           |          |       |       |        |     |